# Mainpuri
Mainpuri es una ciudad y municipio situada en el distrito de Mainpuri en el estado de Uttar Pradesh (India). Su población es de 136557 habitantes (2011). Se encuentra a 270 km de Nueva Delhi

## Demografía
Según el censo de 2011 la población de Mainpuri era de 136557 habitantes, de los cuales 71274 eran hombres y 65283 eran mujeres. Mainpuri tiene una tasa media de alfabetización del 84,26%, superior a la media estatal del 67,68%: la alfabetización masculina es del 87,98%, y la alfabetización femenina del 80,22%.

## Clima
| Parámetros climáticos promedio de Mainpuri (1981–2010, extremes 1901–2005) | Parámetros climáticos promedio de Mainpuri (1981–2010, extremes 1901–2005) | Parámetros climáticos promedio de Mainpuri (1981–2010, extremes 1901–2005) | Parámetros climáticos promedio de Mainpuri (1981–2010, extremes 1901–2005) | Parámetros climáticos promedio de Mainpuri (1981–2010, extremes 1901–2005) | Parámetros climáticos promedio de Mainpuri (1981–2010, extremes 1901–2005) | Parámetros climáticos promedio de Mainpuri (1981–2010, extremes 1901–2005) | Parámetros climáticos promedio de Mainpuri (1981–2010, extremes 1901–2005) | Parámetros climáticos promedio de Mainpuri (1981–2010, extremes 1901–2005) | Parámetros climáticos promedio de Mainpuri (1981–2010, extremes 1901–2005) | Parámetros climáticos promedio de Mainpuri (1981–2010, extremes 1901–2005) | Parámetros climáticos promedio de Mainpuri (1981–2010, extremes 1901–2005) | Parámetros climáticos promedio de Mainpuri (1981–2010, extremes 1901–2005) | Parámetros climáticos promedio de Mainpuri (1981–2010, extremes 1901–2005) |
| Mes                                                                        | Ene.                                                                       | Feb.                                                                       | Mar.                                                                       | Abr.                                                                       | May.                                                                       | Jun.                                                                       | Jul.                                                                       | Ago.                                                                       | Sep.                                                                       | Oct.                                                                       | Nov.                                                                       | Dic.                                                                       | Anual                                                                      |
| -------------------------------------------------------------------------- | -------------------------------------------------------------------------- | -------------------------------------------------------------------------- | -------------------------------------------------------------------------- | -------------------------------------------------------------------------- | -------------------------------------------------------------------------- | -------------------------------------------------------------------------- | -------------------------------------------------------------------------- | -------------------------------------------------------------------------- | -------------------------------------------------------------------------- | -------------------------------------------------------------------------- | -------------------------------------------------------------------------- | -------------------------------------------------------------------------- | -------------------------------------------------------------------------- |
| Temp. máx. abs. (°C)                                                       | 31.4                                                                       | 35.2                                                                       | 41.7                                                                       | 45.8                                                                       | 49.2                                                                       | 49.2                                                                       | 46.2                                                                       | 42.6                                                                       | 42.4                                                                       | 40.6                                                                       | 37.6                                                                       | 33.0                                                                       | 49.2                                                                       |
| Temp. máx. media (°C)                                                      | 22.7                                                                       | 26.0                                                                       | 31.5                                                                       | 38.3                                                                       | 41.0                                                                       | 40.3                                                                       | 35.2                                                                       | 33.4                                                                       | 33.7                                                                       | 33.5                                                                       | 29.4                                                                       | 24.7                                                                       | 32.4                                                                       |
| Temp. mín. media (°C)                                                      | 7.1                                                                        | 9.6                                                                        | 14.7                                                                       | 21.0                                                                       | 25.4                                                                       | 26.7                                                                       | 25.4                                                                       | 25.0                                                                       | 24.2                                                                       | 19.8                                                                       | 13.8                                                                       | 8.4                                                                        | 18.4                                                                       |
| Temp. mín. abs. (°C)                                                       | -1.7                                                                       | -0.6                                                                       | 5.0                                                                        | 10.7                                                                       | 15.6                                                                       | 17.6                                                                       | 16.8                                                                       | 18.6                                                                       | 8.2                                                                        | 9.6                                                                        | 2.2                                                                        | -1.1                                                                       | -1.7                                                                       |
| Lluvias (mm)                                                               | 11.3                                                                       | 13.5                                                                       | 8.5                                                                        | 5.7                                                                        | 14.8                                                                       | 71.3                                                                       | 207.7                                                                      | 233.6                                                                      | 159.7                                                                      | 33.4                                                                       | 3.4                                                                        | 6.0                                                                        | 768.9                                                                      |
| Días de lluvias (≥ 1 mm)                                                   | 1.1                                                                        | 1.0                                                                        | 0.9                                                                        | 0.5                                                                        | 1.5                                                                        | 3.4                                                                        | 9.1                                                                        | 10.0                                                                       | 7.1                                                                        | 1.8                                                                        | 0.4                                                                        | 0.6                                                                        | 37.4                                                                       |
| Humedad relativa (%)                                                       | 71                                                                         | 62                                                                         | 53                                                                         | 32                                                                         | 33                                                                         | 43                                                                         | 64                                                                         | 73                                                                         | 71                                                                         | 65                                                                         | 67                                                                         | 73                                                                         | 59                                                                         |
| Fuente: India Meteorological Department                                    |                                                                            |                                                                            |                                                                            |                                                                            |                                                                            |                                                                            |                                                                            |                                                                            |                                                                            |                                                                            |                                                                            |                                                                            |                                                                            |